# David Pegg
David Pegg, angleški nogometaš, * 20. september 1935, Highfields, Doncaster, Anglija, † 6. februar 1958, München, Zahodna Nemčija.
Pegg je vso svojo kratko kariero preživel pri Manchester Unitedu. Kot eden od Busbyjevih mladcev je svoje življenje izgubil v münchenski letalski nesreči 6. februarja 1958.

## Kariera
Unitedu se je pridružil leta 1950, ko je prenehal s šolanjem. Po dveh sezonah treninga pod okriljem Unitedovega mladinskega pogona je 6. decembra 1952 pri 17 letih debitiral v prvi ekipi, na tekmi z Middlesbroughom.
Vse do zadnjih nekaj mesecev pred nesrečo je veljal je za Unitedovega glavnega levega zunanjega igralca, proti koncu ga je iz prve postave pričel izrivati Albert Scanlon. V sezonah 1955/56 in 1956/57 je z ekipo osvojil League Championship.
Leta 1957 je dočakal prvi in edini nastop za angleško reprezentanco. Po mnenju takratnih strokovnjakov je Pegg veljal za najresnejšega kandidata, da v reprezentanci na svojem položaju zamenja starajočega Toma Finneyja.
Februarja 1958 se je z Unitedovim klubskim letalom vračal nazaj domov po gostovanju  pri Crveni zvezdi v Beogradu. Letalo je za namene dolivanja goriva napravilo postanek na münchenskem letališču Riem in pri vzletanju s 44 potniki na krovu strmoglavilo. Pegg je v nesreči izgubil življenje, skupaj s še sedmimi soigralci. Ob času smrti je štel 22 let, s čimer je bil med žrtvami nesreče eden od najmlajših.
Rodil se je v vasi Highfields severno od Doncastra. Pokopali so ga na bližnjem pokopališču Redhouse Cemetery. V njegov spomin so v Cerkev svetega Jurija v Highfieldsu postavili spominski stol. Ko so cerkev zaprli, so stol preselili v Cerkev Vseh svetnikov v Woodlands, ki sedaj oskrbuje obe vasi.
Leta 1998 so pri ITV-ju o münchenski nesreči posneli dokumentarni film z naslovom Munich: End of a Dream, h kateremu je prispevala tudi Peggova sestra Irene Beevers. S filmom so obeležili 40. obletnico tragedije. Pegga sta preživela oba starša, ki so ju po smrti pokopali zraven njega. 